# A Passagem do gado (Cristino da Silva)
A Passagem do gado é uma pintura a óleo sobre tela de 1867 do artista português João Cristino da Silva (1829-1877) da corrente do Naturalismo e que está atualmente no Museu Nacional de Arte Contemporânea, em Lisboa.
Expressão exuberante de coloridos e contrastes tonais, esta obra anuncia a estética naturalista, colocando-a ao lado de propostas internacionais, apresentadas nesse ano de 1867, na Exposição Universal de Paris.

## Descrição
Numa pintura marcadamente de paisagem, uma ribanceira abrupta, virada para o sol, divide a composição que se desdobra noutra, mais ao fundo, sob um céu azulado, preenchido por novelos de nuvens pouco densas. A faixa quase em diagonal da vegetação que cobre a terra como que faz a separação entre esta e o meio gasoso do céu.
Inserida numa paisagem grandiosa, a escarpa abrupta de terra seca e alaranjada está coberta no cimo e nas extremidades por pastagem e num banco da ravina, em primeiro plano, por aloés. O lado esquerdo superior da tela é encoberto pela sombra de uma mancha diáfana de nuvens em tons que vão do terroso aos verdes e aos azuis parecendo transmitir a dissolução nelas da terra e das plantas.
O sol bate de frente na parede da ravina, mal se notando um campino a cavalo que conduz uma manada de gado pela passagem perigosa junto ao precipício. No horizonte, à direita, surge o meandro de um rio coberto por um céu em tons de azul e branco, vendo-se a meia distância duas figuras femininas que poderão expressar a pequenez do humano face à imensidão da natureza. Sente-se uma tensão na relação do homem e dos animais com a natureza numa paisagem com uma amplitude notável.
A obra foi doada por Madalena Adelaide Namura à Academia Real de Belas-Artes de Lisboa, tendo sido integrada no MNAC em 1912.

## Apreciação
Segundo Maria Aires Silveira, a paisagem, estudada ao ar livre conforme propunha Tomás da Anunciação, encontra na obra a plenitude, revelando uma poética própria, apenas pontuada pelo campino a conduzir o gado.
Obra romântica pela amplitude da paisagem, anuncia também a estética naturalista, triunfante nesse ano, na Exposição Universal de 1867, onde esta tela foi apresentada. Comprometido no entendimento da natureza, sem figuras ou edificações que a reduzam a segundo plano, Cristino confere à paisagem uma dramaticidade própria.
Um jogo de contrastes acentua estas características desenvolvendo-se em todo o espaço: o colorido alaranjado intenso chapeado de luz, utilizado mais tarde por José Malhoa; a oposição entre a densidade da falésia e a leveza do céu azulado, em apontamentos dourados; a aridez e a frescura do solo através por um lado do escalvado da arriba, onde surgem piteiras e troncos retorcidos de velhas árvores, contrasta com o tapete verde dos prados.
Expressão de uma exuberância cromática e contraste de tonalidades, segundo a crítica da época, a tela revela o temperamento intolerante e explosivo que caracterizava Cristino da Silva. A Passagem do gado aglutina em si dois propósitos: esforça-se por corresponder de passagem ao Romantismo, e simultaneamente pretende captar a Natureza como gigantesca matriz de sentidos plenos que o artista angustiadamente perscruta.

### Ligação externa
- Página oficial do Museu Nacional de Arte Contemporânea,